# مركز نقابي وطني
المركز النقابي الوطني (بالإنجليزية: National trade union center)‏ هو كونفدرالية أو نقابة  في بلد واحد. تقريبا كل دولة في العالم لديها مركز نقابي وطني، والعديد منها لديه أكثر من مركز واحد. عندما يكون هناك أكثر من مركز وطني، فغالبًا ما يكون ذلك بسبب الاختلافات الإيديولوجية - وفي بعض الحالات الاختلافات التاريخية القديمة. في بعض المناطق، مثل بلدان الشمال الأوروبي، توجد مراكز مختلفة على أساس قطاعي، مثلًا  للعاملين والمهنيين ذوي الياقات الزرقاء.
من بين المراكز الوطنية الأكبر في العالم الاتحاد الأمريكي للعمل ومؤتمر المنظمات الصناعية ومؤتمر العمل الكندي؛ ومؤتمر النقابات العمالية (TUC) في بريطانيا؛ والمؤتمر الأيرلندي لنقابات العمال؛ والمجلس الأسترالي لنقابات العمال (ACTU)؛ مؤتمر نقابات عمال جنوب أفريقيا؛ والكنفدرالية العامة للشغل، ونقابة اللجان العمالية الإسبانية والاتحاد الوطني للعمل، وغيرهم.